# Алжирский национальный фронт
Алжи́рский национа́льный фро́нт (сокр. АНФ; араб. الجبهة الوطنية الجزائرية‎) — правая политическая партия в Алжире, образованная в 1990-е годы. Лидером партии является Мусса Туати.